# Magos mayas monjes Copán
Magos mayas monjes Copán es una novela escrita por el hondureño Julio Escoto, publicada en el 2009 bajo su propio sello editorial, Centro Editorial.

## Publicación
El autor estudió la cultura maya durante dos años, sus creencias, su gobierno, su cosmología, entre otras cosas para la redacción de la novela.
La novela fue presentada por primera vez en diciembre de 2009 en Tegucigalpa. También, en 2014 fue presentada en la XV Feria Internacional del Libro en Costa Rica.

## Argumento
La novela se ambienta en el año 800 en Copán, en pleno apogeo del pueblo maya, y tiene como protagonista a Yax Pasah, un gobernante maya, que recibe el aviso de sus sacerdotes, que claman haber escuchado a los dioses, los cuales predicen la muerte del gobernante, esto lleva a que Yax Pasah se recluya en su palacio con el fin de evitar su muerte presagiada. Pero en realidad esta supuesta predicción no es más que una farsa organizada por los sacerdotes y los comerciantes más pudientes de Copán para darle golpe de Estado al gobernante, quien, durante su reclusión, llega a una serie de pensamientos y reflexiones que lo harán dudar de la veracidad de las palabras de los dioses, lo que desencadenará una serie de sucesos que definirán el destino del imperio.